# Kerstin Behrendt

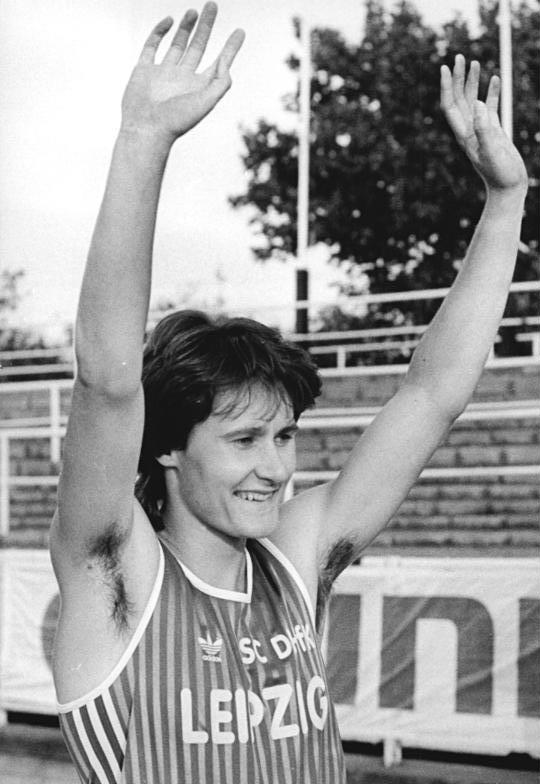
DDR-Meisterschaften 1990

Kerstin Behrendt (* 2. September 1967 in Leisnig) ist eine ehemalige deutsche Leichtathletin, die – für die DDR startend – Mitte der 1980er Jahre bis 1990 zu den weltbesten 100-Meter-Läuferinnen gehörte.

## Leben
Ihre größten Erfolge erzielte sie mit den 4-mal-100-Meter-Staffeln der DDR, mit denen sie jeweils die Silbermedaille bei den Olympischen Spielen 1988 in Seoul und bei den Weltmeisterschaften 1987 in Rom gewann. Für ihren sportlichen Erfolg bei der Olympiade in Seoul wurde sie mit dem Vaterländischen Verdienstorden in Silber ausgezeichnet.
Kerstin Behrendt startete für den SC DHfK Leipzig und trainierte bei Rudi Damm. In ihrer Wettkampfzeit war sie 1,77 m groß und wog 64 kg. In den nach der Wende öffentlich gewordenen Unterlagen zum Staatsdoping in der DDR fand sich bei den gedopten Sportlerinnen auch der Name von Behrendt. Sie wurde zunächst Medizinisch-Technische Assistentin, später Krankenschwester.

## Erfolge
- 1985, Junioreneuropameisterschaften in Cottbus: Platz 1 im 100-Meter-Lauf, 200-Meter-Lauf und mit der 4-mal-100-Meter-Staffel
- 1987, Weltmeisterschaften in Rom: Platz 2 mit der 4-mal-100-Meter-Staffel (41,95 s, zusammen mit Silke Gladisch, Cornelia Oschkenat und Marlies Göhr)
- 1988, Olympische Spiele in Seoul: Platz 2 mit der 4-mal-100-Meter-Staffel (42,09 s, zusammen mit Silke Möller, Ingrid Lange und Marlies Göhr)
- 1990, Europameisterschaften in Split: Platz 3 im 100-Meter-Lauf (11,17 s); Platz 1 mit der 4-mal-100-Meter-Staffel (41,68 s, zusammen mit Silke Möller, Katrin Krabbe und Sabine Günther)